# متحف تل بسطة
متحف تل بسطة هو متحف بمنطقة تل بسطة جنوب شرق مدينة الزقازيق بمحافظة الشرقية
تم بناؤه عام 2006 لكن توقف العمل به في عام 2010،وأعيد العمل به مرة أخرى عام 2017 وتم افتتاحه من قبل وزير الآثار خالد العناني في 2018.

## المتحف
تم إنشاء المتحف على مرحلتين، تكلفت المرحلة الأولى 15 مليون جنيه والمرحلة الثانية 3 ملايين جنيه، والتي شملت التشطيبات الداخلية وإنشاء سور للحماية الخارجية للمتحف.
المتحف يضم 43 فاترينة وعددًا من القطع الأثرية تصل لـ1000 قطعة، تم تخصيص فاترينة خاصة بالمعبودة باستيت بها العديد من تماثيل الآلهة مصنوعة من البرونز، بالإضافة إلى فاترينة بها دفنة تضم تابوت من الفخار ومجموعة من تماثيل الأوشابتى ومسندا للرأس وموائد القرابين.
كما يضم المتحف تمثال ضخم لميرت آمون زوجة الملك رمسيس الثاني، من الأسرة الـ18، كما يضم تماثيل التراكوتا، وعددا من المسارج وموائد للقرابين ومساند للرأس، وأوانى لأحشاء المومياوات.